# Мистер Олимпия 1998
Мистер Олимпия 1998 — одно из самых значимых международных соревнований по культуризму, прошедшее под эгидой Международной федерации бодибилдинга (англ. International Federation of Bodybuilding, IFBB) Соревнования проходили 10 октября 1998 года Нью-Йорк, США. Ронни Коулмэн завоевал свой первый в карьере титул Мр.Олимпия.

## История конкурса

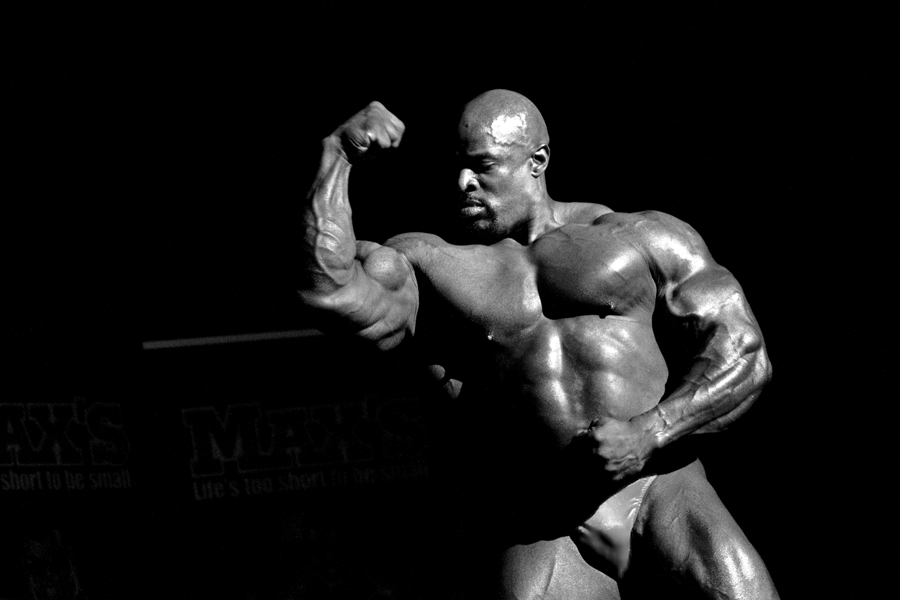
Ронни Коулмэн на Мр.Олимпия

Незадолго до конкурса "Мистер Олимпия 1998", фаворит соревнований, шестикратный Мр. Олимпия Дориан Ятс, заявил о завершении карьеры профессионального культуриста. Причиной тому стали травмы полученные спортсменом во время подготовки к турниру. Главными претендентами стали атлеты высочайшего уровня — Флекс Уилер, Нассер Эль Сонбати, Ронни Коулмэн, Кевин Леврон и Шон Рей.
В первом раунде судейства лидерство захватил победитель конкурса "Арнольд Классик 1998" Флекс Уилер, на второе место поставили Нассера Эль Сонбати. Ронни Коулмэн — победитель Ночи Чемпионов 1998 и Торонто Про 1998, был на третьем месте, а Шон Рей шел четвертым.
Пол Дилет второй раз в своей карьере снялся с соревнований из-за обезвоживания организма.
Во втором и третьем раундах судьи единогласно поставили Ронни Коулмэна на первое место. Набрав 32 балла Ронни завоевал свой первый титул Мистер Олимпия с минимальным преимуществом в три балла над ставшим вторым Флексом Уилером. Флекс Уилер набрал в сумме 35 баллов.
Это была первая победа на конкурсе "Большого Рона", будущего 8-кратного "Мистера олимпия".
Награждение победителя проводил основатель Международной Федерации Бодибилдеров (англ. International Federaion of BodyBuilders, IFBB) и конкурса «Мистер Олимпия» — Джо Уайдер и его брат Бен Уайдер.